# Plovkanje
Plovkanje ali bodyboarding je vodni šport, pri katerem oseba leže, kleče ali redko stoje jezdi valove na manjši deski – plovki. Plovka ali tudi Boogie Board, kot jo je poimenoval njen izumitelj Tom Morey, je manjša od surf deske, dolga približno 100 cm, in nima smernika oz. smernikov. Po navadi je sestavljena iz plastičnega dna, sredice iz trše pene in krova iz mehkejše pene. Plovkar se večinoma poganja in krmili s plavutkami.
Prvo tako ležeče surfanje valov na deski se je dogajalo po otokih Polinezije, najbolj popularno pa je postalo na Havajskih otokih. V 18. stoletju so havajski mojstri jezdili štiri vrste desk (papa he'e nalu), med njimi tudi najkrajšo desko (papa li'ili'i). Velikost deske je bila med 3 in 6 čevlji (0,9 m - 1,8 m), 16 inč širine (40,64 cm) in pol inče debeline (1,27 cm). V zgodnjem 20. stoletju so začeli take deske imenovati papa pae po'o/paepo, kasneje paipo. S širitvijo športne aktivnosti na celino ZDA je deska hitro dobila ime bellyboard.
V 70. letih 20. stoletja je Tom Morey predizajniral originalno leseno desko in ležečim surferjem ponudil dizajn iz modernih materialov, Boogie board.
Izraz plovkanje ni potrjen pri Surf in sup zvezi Slovenije, je pa le-ta v procesu sestavljanja primernega slovenskega pojma.